# Saxifraga ciliatopetala
Saxifraga ciliatopetala är en stenbräckeväxtart som först beskrevs av Adolf Engler och Irmsch., och fick sitt nu gällande namn av J.T. Pan. Saxifraga ciliatopetala ingår i Bräckesläktet som ingår i familjen stenbräckeväxter. Inga underarter finns listade i Catalogue of Life.